# Zords in Power Rangers: Mystic Force
De Zords in Power Rangers: Mystic Force zijn fantasiewezens in een Amerikaanse tv-serie. Ze vormen een variant op Zords uit vorige Power Rangers-series. Er zijn verschillende typen zords of rangers die door spreuken van gedaante kunnen veranderen.

## Mystic Titans
De vijf hoofdzords van Mystic Force zijn de Mystic Titan-vormen van de Rode, Gele, Blauwe, Roze en Groene Rangers. De Rangers worden deze Titans via de spreukcode 1-2-5: Galwit Mysto Prifior.
- Mystic Phoenix: de Mystic Titan-vorm van de Rode Ranger. Hij lijkt sterk op een ridder en gebruikt in gevechten een zwaard.
- Mystic Sprite: de feeachtige Mystic Titan-vorm van de Roze Ranger. Tevens de kleinste van de Titans. Kan veranderen in een bal die wordt gebruikt als wapen door de andere Titans.
- Mystic Garuda: de vogelachtige Mystic Titan-vorm van de Gele Ranger. Heeft enorme vleugels in plaats van armen.
- Mystic Minotaur: de stierachtige Mystic Titan-vorm van de Groene Ranger. Tevens de grootste van alle Titans. Is gewapend met een bijl.
- Mystic Mermaid': De Mystic Titan-vorm van de Blauwe Ranger. Heeft een drietand als wapen. Ziet eruit als een traditionele meermin maar kan ook op twee benen lopen.

### Mystic Dragon
De Mystic Dragon (ook bekend als de "Mystic Titans: Dragon Formation") is de eerste transformatieoptie van de Titans. De Titans veranderen in de Mystic Dragon via de Spreuk Code 1-0-6, Galwit Neramax Unios. Zijn aanval is de Dragon Blast. Mystic Sprite vormt het hoofd, Garuda de vleugels, Minotaur het lichaam en Mermaid de staart.

### Titan Megazord
De Titan Megazord is de tweede combinatie van de Titans. Hij ontstaat via de Spreuk Code 1-2-6 Galwit Mysto Unios. Wanneer de Titan Megazord wordt gevormd, verlaat het bewustzijn van de Rangers hun lichaam en komt terecht in een centrale cockpit in de vorm van een schaakbord.
De Titan Megazord kan vliegen en is gewapend met een zwaard genaamd de Titan Saber. Aanvallen zijn de Mystic Spell Seal, Galaxy Slash en Spirit of the Ancient Titans. De Mystic Mermaid vormt de benen, Minoatur de torso en het hoofd, Phoenix en Sprite de torsoplaat en Garuda de vleugels.
In de speelgoedversies kan de locomotief van de Solar Streak de plaats van Phoenix en Sprite innemen bij de Mystic Titan-formatie. Deze combinatiemogelijkheid is echter nooit gebruikt in de Super Sentai- en Power Rangers-serie.

### Legendary Mystic Titans
De Legendary Mystic Titans zijn twee krachtige Mystic Titans waar de Rangers in kunnen veranderen nadat ze hun Legend Mode hebben gekregen. Deze Titans hebben diervormen in plaats van menselijke vormen.
- Mystic Firebird: ook wel de "Legend of the Sky" genoemd. Dit is een brandende rood/gouden feniks waar de Rode Ranger in verandert.
- Mystic Lion: ook wel de "Legend of the Jungle" genoemd. Deze witte/gouden leeuw ontstaat uit de Groene, Roze, Blauwe en Gele Rangers.

### Manticore Megazord
De Manticore Megazord is de combinatie van de Mystic Firebird en Lion. De Manticore Megazord is bewapend met de Legend Striker, een lange speer waarmee hij de Legend Striker Spin Attack kan uitvoeren. Een andere aanval is de Manticore Lasers. De Megazord kan tevens de klauwen van de Mystic Lion als wapen gebruiken.

## Catastros en varianten
Catastros is een Zord in de vorm van een zwart paard. Hij behoort toe aan Koragg. Volgens een legende was Catastros een wild paard dat door niemand kon worden getemd. Gedurende de grote oorlog werd Catastros meegesleurd naar de onderwereld, alwaar Koragg hem wist te temmen. Om Catastros op te roepen, gebruikt Koragg de spreuk Uthe Mejor Catastros.
Catastros kan met Koragg combineren tot twee Megazord-formaties. Tevens kan hij combineren met de Phoenix Titan.
Het is onbekend of Koragg nu hij weer Leanbow is nog altijd controle over Catastros heeft.

### Knight Wolf Centaur
Om deze combinatie te vormen, vergroot Koragg zichzelf tot Titan-formaat met de spreuk Uthe Mejor en combineert hij met Catastros tot een centaur. Voor deze combinatie gebruikt hij de spreuk Sumbol Unithos Equestras.

### Centaurus Wolf Megazord
Koragg kan in zijn enorme formaat ook de spreuk Uthe Mejor Ultimas gebruiken om geheel met Catastros te combineren tot de duistere Centaurus Wolf Megazord. Hierbij vormt Catastros een soort pantser voor Koragg. Deze combinatie is sterker dan de vijf Mystic Titans en de Mystic Dragon. Ook de Titan Megazord had grote moeite de Centaurus Wolf Megazord te verslaan.
De Centaurus Wolf Megazord is bewapend met een dubbelzijdige staf/lans. De hoofdaanvallen van de Centaurus Wolf Megazord zijn de Dark Magic Spell Seal en Dark Magic Strike. In een gevecht met de Manticore Megazord gebruikte hij ook de Counter Attack.

### Centaurus Phoenix Megazord
De Centaurus Phoenix Megazord is een zeer zeldzame combinatie van Catastros en de Mystic Phoenix. De combinatie verscheen voor het eerst in "Legendary Catastros", toen Nick en Catastros naar een andere dimensie werden gestuurd waar hij het vertrouwen van Catastros wist te winnen. In de dubbelaflevering van "The Gatekeeper" riepen Clare en Nick Catastros op om Morticon te verslaan.

## Solar Streak
De Solar Streak is een blauwe en gouden trein bestaande uit een locomotief en vijf wagons. Solar Streak is de persoonlijke Zord van Daggeron, de Solaris Knight. Solar Streak kan vliegen en naar andere dimensies afreizen.

### Solar Streak Megazord
De Solar Streak kan transformeren tot de Solar Streak Megazord. Dit is de enige mechanische Megazord in de serie. In tegenstelling tot voorgaande mechanische Megazords is de besturing van de Solar Streak zeer simpel: de besturing verloopt met hendels en de Megazord heeft blijkbaar een stoommachine als motor. De aanvallen van de Megazord zijn de Steam Blaster (de Megazord leunt voorover en vuurt hete stoom af uit zijn hoofd), Remote Train Cars (twee kleinere locomotieven komen uit de benen van de Megazord en binden een vijand vast met treinrails) en de Furnace Blast (een energiestraal schiet uit de Megazords torso, zuigt de vijand naar binnen en verbrandt hem in de stookoven van de locomotief).
In de speelgoedversie kunnen de Mystic Phoenix en Sprite de plaats innemen van de locomotief. Deze combinatie kwam echter niet voor in  Super Sentai en Power Rangers.

## Brightstar en varianten
Brightstar is een Zord in de vorm van een witte eenhoorn. Deze Zord kan tussen dimensies reizen, waaronder de onderwereld, en kan combineren met de Mystic Phoenix. Brightstar is klaarblijkelijk een oude vriend van Daggeron.

### Phoenix Unizord
De Phoenix Unizord is de combinatie van de Mystic Phoenix en Brightstar. In eerste instantie is dit een witte versie van de Centaurus Phoenix Megazord. Brightstars hoofd vormt de lans die als wapen van de Unizord dient. Zijn aanval is de Final Strike. Deze combinatie werd maar één keer gebruikt in de aflevering "Heir Apparent II".
De speelgoedversie van de Unizord wordt de Steedergon Fury Megazord genoemd.